# Immortal – kobieta pułapka
Immortal – kobieta pułapka (fr.: Immortel (ad vitam)) – fantastyczno-naukowy film z 2004 roku, oparty na komiksie Enki Bilala i wyreżyserowany przez niego samego. Film łączy grę aktorską z animacją komputerową – zarówno scenografii, jak i niektórych bohaterów.

## Fabuła
Akcja filmu rozgrywa się w Nowym Jorku w roku 2095. Nad miastem zawisł obiekt w kształcie piramidy, wewnątrz którego przebywają egipscy bogowie. Skazany na śmierć Horus ma siedem dni na wykonanie misji: znalezienie odpowiedniego nosiciela – człowieka, którego organizm będzie wolny od implantów, i z jego pomocą zapłodnić nie podejrzewającą niczego tajemniczą Jill Bioskop – kobietę o niebieskich włosach, która kontaktuje się z nie mniej zagadkowym przyjacielem – Johnem. Dziwne eksperymenty dokonywane przez władze i związane z nimi zniknięcia obywateli są przyczyną buntu niewielkiej części obywateli inspirowanych przez Alcide Nikopola, który 29 lat przed wydarzeniami z filmu został skazany na 30 lat hibernacji. Sprzeciw buntowników wyrażany jest głównie przez umieszczanie w mieście napisów sygnowanych przez ducha Nikopola, co wyraźnie niepokoi senatora Algooda – najwyraźniej zaangażowanego w jakiś konflikt z inspiratorem buntowników.
Wypadek z kilkoma komorami hibernacyjnymi sprawia, że budzi się (oraz traci podudzie) pewien mężczyzna. Zanim zupełnie odzyska świadomość, porywa go ogromny sokół, w którego, dla ułatwienia poszukiwań, wcielił się Horus. Znalazł on w ten sposób idealnego nosiciela – okazał się nim słynny Nikopol. Po doprawieniu mu nogi wyruszają aby znaleźć Jill. Utraconą przez Nikopola kończynę poddano badaniom, których wyniki bardzo niepokoją senatora Algooda – wysyła on na poszukiwania bestię zaprojektowaną specjalnie jako skrytobójcę. W tym czasie Central Park jest pod kwarantanną – wszyscy, którzy próbują się doń dostać giną. Otoczony jest on dziwną barierą, która ma jakiś związek z tajemniczym przyjacielem Jill. Gdy stwór-morderca trafia na ślad Nikopola, ten jest razem z niebieskowłosą – na ratunek przybywa im John. Po ucieczce nad ulicami Nowego Jorku, cała piątka (w ciele swojego nosiciela przebywa Horus) trafia do Central Parku, gdzie bestia zostaje unicestwiona, przyjaciel Jill informuje ją, że odchodzi, a egipski bóg oznajmia, że jego czas także właśnie się skończył.

## Obsada
- Linda Hardy jako Jill Bioskop
- Thomas Kretschmann jako Alcide Nikopol
- Charlotte Rampling jako doktor Elma Turner
- Frédéric Pierrot jako John
- Thomas M. Pollard jako Horus
- Yann Collette jako inspektor Froebe
- Derrick Brenner jako Jonas
- Jean-Louis Trintignant jako Jack Turner